# Парламентські вибори в Австрії 2019
27-і парламентські вибори в Австрії - дострокові парламентські вибори в Австрії, які відбулися 29 вересня 2019 року. Чергові вибори в Національрат, відповідно до закону, повинні були пройти в 2022 році, проте правляча коаліція розпалася в ході скандалу .

## Передісторія

### Справа Ібіци і оголошення про вибори
Урядова криза, що призвела до призначення дострокових виборів, сталася в результаті інциденту, який отримав назву «Справа Ібіси», в якому опинився замішаний Гайнц-Крістіан Штрахе, віце-канцлер Австрії та лідер Австрійської партії свободи (АПС).
17 травня 2019 року було опубліковано відеозапис, зроблений влітку 2017 роки (за три місяці до виборів в парламент), на якій Штрахе і функціонер АПС Йоханн Гуденус веде переговори з жінкою, яка представилася племінницею російського олігарха на ім'я Олена Макарова. В ході зустрічі було обговорено можливість угоди, при якій Макарова купила б австрійську газету «Kronen Zeitung», з наступною зміною складу редколегії і активною агітацією на користь АПС. У разі успіху цього плану, Штрахе обіцяв посприяти передачі Макаровій найбільших підрядів в області будівництва. Далі, на зустрічі обговорювалися механізми незаконного фінансування партій через підставні організації  .
На наступний день Штрахе, на вимогу канцлера Себатьяна Курца, пішов у відставку з поста віце-канцлера країни, а також покинув пост лідера АПС. Далі Курц оголосив, що він не бачить інших можливостей сформувати уряд, і тому оголосив про призначення дострокових виборів (імовірно в середині вересня) .

## Виборча система
183 члена Національрату обираються по пропорційному представництву партійного списку в дев'яти багатомандатних виборчих округах, межі яких збігаються з межами земель (з різною кількістю мандатів, від 7 до 36). Місця в парламенті розподіляються з використанням методу д'Хейра з виборчим порогом у 4%. Виборці можуть віддати 3 голоси за обраних кандидатів по федеральній, державній та місцевій підгрупі. Пороги для кандидата на просування списку складають 7% від результату партії на федеральному рівні, 10% на державному рівні і 14% на рівні виборчого округу . 8 партій виставили своїх кандидатів у всіх 9 землях (5 парламентських партій, а також компартія, партія зелених, і змін).

## Результати
|        |                                         |           |       |       |     |  |
| Партія | Партія                                  | Голосів   | %     | Місць | +/– |  |
|        | Австрійська народна партія              | 1,789,417 | 37.46 | 71    | +9  |  |
|        | Соціал-демократична партія Австрії      | 1,144,516 | 26.7  | 40    | -12 |  |
|        | Австрійська Партія Свободи              | 772,666   | 16.17 | 31    | -20 |  |
|        | Зелені — Зелена Альтернатива (GRÜNE)    | 664,055   | 13.90 | 26    | +26 |  |
|        | NEOS — Нова Австрія і Ліберальний форум | 387,124   | 8.10  | 15    | +5  |  |

## Зовнішні посилання
- Comprehensive results of the 2017 legislative election [Архівовано 16 жовтня 2017 у Wayback Machine.]